# Chilluévar
Chilluévar es una localidad y municipio español de la provincia de Jaén, en la comunidad autónoma de Andalucía. El término municipal, ubicado en el extremo norte de la comarca de Sierra de Cazorla, tiene una población de 1322 habitantes (INE 2024) e incluye, además del núcleo principal, las aldeas de Las Almansas, Los Romos y Chilluévar la Vieja. Su extremo noreste forma parte del parque natural de las Sierras de Cazorla, Segura y Las Villas.

## Geografía
El municipio de Chilluévar está influenciado por el clima mediterráneo, caracterizado por inviernos fríos y con algo de lluvia al final de estos, y veranos calurosos y secos.

## Historia
Los testimonios más antiguos hallados en su término municipal se remontan a tiempo de los iberos, en la aldea de las Almansas, y a época romana, en la que tuvo una intensa ocupación por medio de villas rústicas. De esta época se conservan un conjunto de inscripciones funerarias en el Museo Provincial.
En época musulmana se ha identificado Chilluévar con Alcoray, localidad mencionada por primera vez en 1256, y que debe ser la Alcorahe citada en 1384 en un documento del rey Juan I.
El impulso y consolidación del núcleo de Chilluevar arranca de 1231, fecha en la que estas tierras pasaron a formar parte del Adelantamiento de Cazorla, patrimonio del arzobispado de Toledo. Dos circunstancias contribuyeron al florecimiento de esta aldea, por un lado las obras promovidas por el cardenal de Toledo, Rodrigo Ximénez de Rada, en su afán de propagar la nueva fe cristiana en las tierras conquistada a los musulmanes y por otro, el trasiego de ganaderos por este lugar, al quedar Chilluévar como paso obligado de la Mesta en el camino que unía Jaén y el Levante. En "Chilluévar la Vieja", como hoy se conoce al primitivo emplazamiento, se construyó una ermita, una hostería, un cementerio y una alberca. Ganaderos, peregrinos y comerciantes visitaban la ermita, encontraban descanso en hospedería y pensiones, y hacían abrevar al ganado.
La desaparición de la Mesta y la transhumancia supuso la progresiva decadencia y marginación de este primitivo núcleo, pero no así el de la localidad que a finales del XVIII consagraba una nueva iglesia parroquial en el lugar denominado "Chilluévar Nuevo", a un cuarto de legua de la ermita antigua. En 1787 la aldea recibió el título de "villa" a instancias del cardenal Lorenzana, un título que aunque no significaba ningún tipo de independencia, avalaba su reconocimiento como núcleo de población.
En el siglo XIX y tras las desamortizaciones se crearon grandes latifundios en la zona. Uno de los nuevos propietarios, Manuel Gómez Calderón, propietario del Duende con 100 ha y de la Lancha del Molino 150 ha, fue el artífice de la idea de construir un pueblo de colonos en el lugar donde actualmente está el pueblo.
Manuel Gómez Calderón, natural de Roquetas (Almería) y padre de los hermanos Gómez Sigura, escritores y políticos de la restauración, este hombre estableció y asentó emigrantes almerienses de la Iruela y Cazorla. Gómez Calderón, indiscutible benefactor de estas gentes, entregó parcelas de “su” aldea donde estos construyeron casillas de adobe y tapial. Entre los años 1840 y 1850, se comenzó a señalar tierras, pequeños lotes o suertes de 7 varas de frente por 14 varas de fondo, más otra parcela de tierra de labor, para la explotación agrícola de tamaño proporcional al número de hijos que tenía cada colono. Al poco tiempo Chilluévar prosperó. La aldea era un largo camino bordeado por casas.
Los primeros años del siglo XX están marcados por el largo proceso de segregación de Chilluévar del municipio de la Iruela, que culminó el 14 de diciembre de 1926, con la independencia municipal de la primera.

## Demografía
Cuenta con una población de 1322 habitantes (INE 2024).
| Gráfica de evolución demográfica de Chilluévar entre 1930 y 2021 |
| |
| Población de derecho según los censos de población del INE. Población de hecho según los censos de población del INE.En 1930 aparece este municipio porque se segrega del municipio La Iruela. |

## Patrimonio
- Iglesia parroquial de Nuestra Señora de la Paz.
- Calzada romana y puente romano en el río Cañamares.
- Restos arqueológicos del yacimiento romano de Los Almansas.

## Administración y política

### Elecciones municipales
| Elecciones municipales desde 1979                      |      |      |      |      |      |      |      |      |      |      |      |      |
|                                                        | 1979 | 1983 | 1987 | 1991 | 1995 | 1999 | 2003 | 2007 | 2011 | 2015 | 2019 | 2023 |
| PSOE                                                   | 5    | 6    | 5    | 5    | 5    | 6    | 5    | 6    | 7    | 9    | 6    | 7    |
| AP/PP                                                  | -    | 5    | 6    | 6    | 4    | 2    | 4    | 3    | 2    | 0    | 2    | 2    |
| FADI-CI                                                | -    | -    | -    | -    | -    | 1    | -    | -    | -    | -    | -    | -    |
| JxC                                                    | -    | -    | -    | -    | -    | -    | -    | -    | -    | -    | 1    | -    |
| UCD/CDS                                                | 6    | -    | -    | -    | -    | -    | -    | -    | -    | -    | -    | -    |
| En negrilla el partido más votado                      |      |      |      |      |      |      |      |      |      |      |      |      |
| Fuente: Datos de las elecciones municipales desde 1979 |      |      |      |      |      |      |      |      |      |      |      |      |

### Alcaldía
| Periodo   | Nombre                                               | Partido |
| --------- | ---------------------------------------------------- | ------- |
| 1979-1983 | Juan Cisneros Arteaga                                | UCD     |
| 1983-1987 | Ramón García García                                  | PSOE    |
| 1987-1991 | Juan Perales Jorquera                                | PP      |
| 1991-1995 | Juan Perales Jorquera                                | PP      |
| 1995-1999 | Juan José Tamargo Expósito                           | PSOE    |
| 1999-2003 | Juan José Tamargo Expósito                           | PSOE    |
| 2003-2007 | Juan José Tamargo Expósito                           | PSOE    |
| 2007-2011 | José Luis Agea Martínez                              | PSOE    |
| 2011-2015 | José Luis Agea Martínez                              | PSOE    |
| 2015-2019 | José Luis Agea Martínez                              | PSOE    |
| 2019-2023 | José Luis Agea Martínez 2021: Mairena Martínez Gómez | PSOE    |
| 2023-act. | Mairena Martínez Gómez                               | PSOE    |

## Fiestas

### Fiestas patronales en honor a Nuestra Señora de la Paz (24/01)
Junto a Bélmez de la Moraleda y a Beas de Segura, Chilluévar tiene como Patrona a la Virgen de la Paz. En su honor, el día 24 de enero se celebra su festividad con una misa y la procesión de su imagen. Lo más característico son las colosales luminarias que se levantan en todo el municipio la noche anterior, creadas por los vecinos de la localidad con los restos de la poda del olivar; es típico el pan con aceite y las papas asadas en dichas luminarias.

### Festividad de San Isidro (15/05)
San Isidro, junto a la Virgen de la Paz, son los Patronos de Chilluévar; la organiza la Hermandad de Labradores y consiste en una jornada festiva en la sierra donde, además de actos religiosos en honor al protector de los agricultores, no suelen faltar los deliciosos embutidos por los que la localidad es conocida y entre los que tiene una merecida fama el lomo de orza en aceite.

### Ferias y fiestas en honor de Nuestra Señora de la Paz (3-7/09)
En honor de la Virgen de la Paz, esta localidad de la Sierra de las Villas, celebra su feria desde el 3 al 7 de septiembre siendo el día 4 la celebración de la virgen. Además de los distintos actos religiosos que honran a Nuestra Señora de Chilluévar, nombre por el que esta advocación mariana era conocida en el siglo XIX, se destacan los festejos taurinos con sueltas de vaquillas y las extraordinarias verbenas populares en las que puede degustarse la rica cocina serrana que sobresale por los embutidos de cerdo y de caza mayor.

## Gastronomía

### Salados
- Gachamigas (llevan torreznos y pimientos secos).
- Talarines (tortas de masa con setas y liebre o perdiz).
- Tortilla serrana (tortilla hecha con mucha masa de chorizo).
- Truchas.
- Cordero con romero.
- Melojas.
- Ajo labrado.
- Tortilla de collejas.
- Ajoharina.

### Dulces
- Arroz con leche.
- Gachas dulces
- Paparajotes.